# 9e étape du Tour d'Espagne 2010
La 9e étape du Tour d'Espagne 2010 s'est déroulée le dimanche 5 septembre 2010 entre Calp et Alcoy sur 187 km. L'Espagnol David López García (Caisse d'Épargne) remporte l'étape en solitaire après avoir lâché ses compagnons d'échappées. L'Espagnol Igor Antón (Euskaltel-Euskadi) conserve son maillot rouge de leader, malgré les tentatives de Joaquim Rodríguez pour le distancer dans la dernière ascension.

## Profil de l'étape
Cette étape comprend sept cols comptant pour le classement de la montagne. Le parcours est vallonné et propose un profil qui  avantage les puncheurs.

## Côtes
Sept côtes sont répertoriées.
|   | Cycliste               | Équipe             | Pts |
| - | ---------------------- | ------------------ | --- |
| 1 | Gonzalo Rabuñal        | Xacobeo Galicia    | 5   |
| 2 | David Moncoutié        | Cofidis            | 3   |
| 3 | Jean-Christophe Péraud | Omega Pharma-Lotto | 1   |

|   | Cycliste        | Équipe           | Pts |
| - | --------------- | ---------------- | --- |
| 1 | Gonzalo Rabuñal | Xacobeo Galicia  | 5   |
| 2 | David Moncoutié | Cofidis          | 3   |
| 3 | Óscar Pujol     | Cervélo TestTeam | 1   |

|   | Cycliste               | Équipe             | Pts |
| - | ---------------------- | ------------------ | --- |
| 1 | Gonzalo Rabuñal        | Xacobeo Galicia    | 3   |
| 2 | David Moncoutié        | Cofidis            | 2   |
| 3 | Jean-Christophe Péraud | Omega Pharma-Lotto | 1   |

|   | Cycliste        | Équipe           | Pts |
| - | --------------- | ---------------- | --- |
| 1 | Gonzalo Rabuñal | Xacobeo Galicia  | 5   |
| 2 | Óscar Pujol     | Cervélo TestTeam | 3   |
| 3 | David Moncoutié | Cofidis          | 1   |

|   | Cycliste        | Équipe           | Pts |
| - | --------------- | ---------------- | --- |
| 1 | Gonzalo Rabuñal | Xacobeo Galicia  | 5   |
| 2 | Óscar Pujol     | Cervélo TestTeam | 3   |
| 3 | David Moncoutié | Cofidis          | 1   |

|   | Cycliste           | Équipe           | Pts |
| - | ------------------ | ---------------- | --- |
| 1 | David Moncoutié    | Cofidis          | 3   |
| 2 | Gonzalo Rabuñal    | Xacobeo Galicia  | 2   |
| 3 | David López García | Caisse d'Épargne | 1   |

- Alto del Revolcat (3e catégorie)

|   | Cycliste         | Équipe         | Pts |
| - | ---------------- | -------------- | --- |
| 1 | Giampaolo Caruso | Team Katusha   | 3   |
| 2 | David Moncoutié  | Cofidis        | 2   |
| 3 | Roman Kreuziger  | Liquigas-Doimo | 1   |

## Classement de l'étape

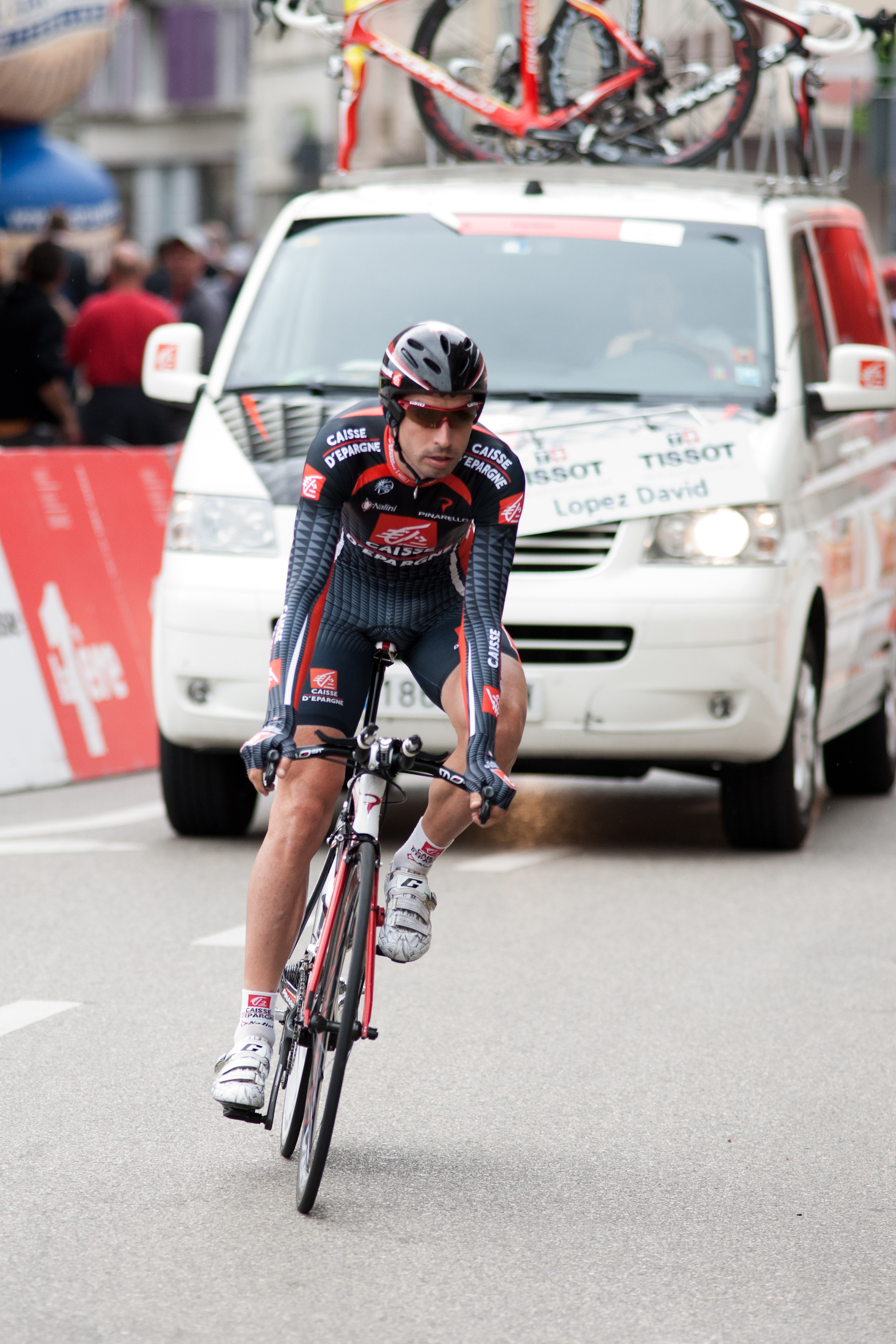
David López García, vainqueur de l'étape (ici lors de la 3e étape du Tour de Romandie 2010)

|    | Coureur                | Pays     | Équipe             |    | Temps           |
| -- | ---------------------- | -------- | ------------------ | -- | --------------- |
| 1  | David López            | Espagne  | Caisse d'Épargne   | en | 5 h 20 min 51 s |
| 2  | Roman Kreuziger        | Tchéquie | Liquigas-Doimo     | +  | 6 s             |
| 3  | Giampaolo Caruso       | Italie   | Team Katusha       |    | 13 s            |
| 4  | David Moncoutié        | France   | Cofidis            |    | 21 s            |
| 5  | Blel Kadri             | France   | AG2R La Mondiale   |    | 27 s            |
| 6  | Egoi Martínez          | Espagne  | Euskaltel-Euskadi  |    | 30 s            |
| 7  | Jean-Christophe Péraud | France   | Omega Pharma-Lotto |    | 55 s            |
| 8  | Gonzalo Rabuñal        | Espagne  | Xacobeo Galicia    |    | 2 min 36 s      |
| 9  | Óscar Pujol            | Espagne  | Cervélo TestTeam   |    | 3 min 52 s      |
| 10 | Jelle Vanendert        | Belgique | Omega Pharma-Lotto |    | 4 min 17 s      |

## Classement général
|    | Coureur                | Pays     | Équipe             |    | Temps            |
| -- | ---------------------- | -------- | ------------------ | -- | ---------------- |
| 1  | Igor Antón             | Espagne  | Euskaltel-Euskadi  | en | 37 h 56 min 42 s |
| 2  | Joaquim Rodríguez      | Espagne  | Team Katusha       | +  | 0 s              |
| 3  | Vincenzo Nibali        | Italie   | Liquigas-Doimo     |    | 2 s              |
| 4  | Xavier Tondo           | Espagne  | Cervélo TestTeam   |    | 42 s             |
| 5  | Jean-Christophe Péraud | France   | Omega Pharma-Lotto |    | 52 s             |
| 6  | Rubén Plaza            | Espagne  | Caisse d'Épargne   |    | 1 min 15 s       |
| 7  | Ezequiel Mosquera      | Espagne  | Xacobeo Galicia    |    | 1 min 18 s       |
| 8  | Nicolas Roche          | Irlande  | AG2R La Mondiale   |    | 1 min 19 s       |
| 9  | Marzio Bruseghin       | Italie   | Caisse d'Épargne   |    | 1 min 22 s       |
| 10 | Peter Velits           | Slovénie | Team HTC-Columbia  |    | 1 min 26 s       |

## Abandons
- Freddy Bichot (BBox Bouygues Telecom)
- Pierre Rolland (BBox Bouygues Telecom)
- Alessandro Petacchi (Lampre-Farnese Vini)
- Mickaël Delage (Omega Pharma-Lotto)